# Quận Cleveland, Arkansas
Quận Cleveland là một quận thuộc tiểu bang Arkansas, Hoa Kỳ.
Quận này được đặt tên theo Grover Cleveland. Theo điều tra dân số của Cục điều tra dân số Hoa Kỳ năm 2000, quận có dân số 8571 người. Quận lỵ đóng ở Rison.

## Địa lý
Theo Cục điều tra dân số Hoa Kỳ, quận có diện tích 599 dặm vuông Anh (1.551,4 km2), trong đó có 1 dặm vuông Anh (2,6 km2) là diện tích mặt nước.

### Các xa lộ chính
- U.S. Highway 63
- U.S. Highway 79
- U.S. Highway 167
- Highway 8
- Highway 11
- Highway 15 (now US 63)
- Highway 35

### Quận giáp ranh
- Quận Grant & Quận Jefferson (bắc)
- Quận Lincoln (đông)
- Quận Drew (đông nam)
- Quận Bradley (nam)
- Quận Calhoun (tây nam)
- Quận Dallas (tây)